# Fatma
„Fatma” este o poezie scrisă de George Coșbuc, publicată în 1893 în volumul Balade și idile.

## Legături externe
- Poezia „Fatma” la wikisursă